# شيس موراي
شيس موراي هو سياسي كندي، ولد في 9 فبراير 1914 في تورونتو في كندا، وتوفي في 5 يوليو 1984 في ميسيساغا في كندا.